# Grad der Schädigungsfolgen
Der Grad der Schädigungsfolgen (GdS) ist ein Rechtsbegriff aus dem sozialen Entschädigungsrecht, der den Begriff der Minderung der Erwerbsfähigkeit (MdE) in § 30 Abs. 1 BVG seit dem 21. Dezember 2007 abgelöst hat.

## Motive des Gesetzgebers
Durch die Änderung des Begriffs soll deutlicher als zuvor zum Ausdruck gebracht werden, dass zwischen der auszugleichenden Schädigung und dem zu entschädigenden Gesundheitsschaden eine ursächliche (kausale) Beziehung bestehen muss. Der bisherige Begriff der MdE habe auch den Anschein erweckt, dass sich die Bewertung der gesundheitlichen Schädigung allein oder überwiegend nach deren Auswirkungen auf die Arbeitsfähigkeit oder die Erwerbsaussichten der Beschädigten richte. Der Gesetzgeber hat betont, dass mit der Neufassung keine Schlechterstellung verbunden sein soll. Auch soll es aufgrund dessen nicht zu Neufeststellungsverfahren kommen.
Die Änderung wurde zunächst nur im Bundesversorgungsgesetz vorgenommen; für den Bereich der gesetzlichen Unfallversicherung, wo zur Bemessung der Kompensation nach Eintritt eines Versicherungsfalls ebenfalls auf die MdE abgestellt wird, sollte sie in einem späteren Gesetzgebungsverfahren erfolgen.

## Bemessung des GdS
Nach § 30 Abs. 1 BVG ist der Grad der Schädigungsfolgen in Zehnergraden von 10 bis 100 festzusetzen. Dabei sind geringfügige Gesundheitsstörungen, die weniger als sechs Monate andauern, nicht zu berücksichtigen. Kinder sind Erwachsenen gleichzustellen.
Die Begutachtung richtet sich seit dem 1. Januar 2009 nach den „Versorgungsmedizinischen Grundsätzen“ in der Anlage zu § 2 der Versorgungsmedizin-Verordnung (VersMedV; früher nach den Anhaltspunkte für die ärztliche Gutachtertätigkeit im sozialen Entschädigungsrecht und nach dem Schwerbehindertenrecht, AHP).
Die Rechtsprechung hatte den „Anhaltspunkten“ den Status eines „antizipierten Sachverständigengutachtens“ zugesprochen. Dies hatte zur Folge, dass eine Begutachtung, die auf sie gestützt worden war, nicht mit einem Gutachten im Einzelfall angegriffen werden konnte. Man konnte deshalb gegen eine Begutachtung meist nur vorgehen, indem man rügte, dass die AHP mit dem aktuellen Stand der medizinischen Wissenschaft nicht mehr zu vereinbaren seien, dass also eine veraltete Fassung dem Gutachten zugrunde gelegt worden war. Es ist davon auszugehen, dass diese Rechtsprechung auch für die „Versorgungsmedizinischen Grundsätze“ weiterhin Anwendung finden wird.

## Abgrenzung zum Grad der Behinderung
Der Grad der Schädigungsfolgen ist vom Grad der Behinderung (GdB) zu unterscheiden, der nach § 152 SGB IX von den Versorgungsämtern nach Behindertenrecht festgesetzt wird. Soweit bspw. schon ein GdB von mindestens 50 festgestellt worden ist, kann dieser als Schwerbehinderung in einen Schwerbehindertenausweis eingetragen werden nach § 152 Abs. 2 SGB IX. Der GdB ist im Gegensatz zum GdS nicht auf einen bestimmten Schaden kausal bezogen, sondern er bezieht sich auf Beeinträchtigungen in allen Lebensbereichen und soll „final“ den Zugang zu diesbezüglichen Ausgleichen eröffnen. Das Bundessozialgericht hat allerdings zum Ausdruck gebracht, dass sich trotz dieser Unterschiede im Einzelnen der Grad der Behinderung und der Grad der Schädigungsfolgen auch in Zukunft in aller Regel entsprechen sollen.